# Hou Yuzhuo
Hou Yuzhuo (kinesiska: 侯玉琢, pinyin: Hóu Yù Zhuó), född 14 november 1987 i Zhangjiakou, Hebei, Kina, är en kinesisk taekwondoutövare.
Hon tog OS-silver i fjäderviktsklassen i samband med de olympiska taekwondo-turneringarna 2012 i London.